# Теоло
Тео̀ло (на италиански: Teolo) е град и община в североизточна Италия. Градът се намира в провинция Падуа на област (регион) Венето. Разположен е на територията на националния парк „Парко Натурале Реджонале дей Коли Еуганеи“. На 13 км източно от Теоло е балнеологичния курортен град Абано Терме. На около 35 км също в източна посока е провинциалният център Падуа. До брега на Адриатическо море и Венеция разстоянието е около 120 км също в източна посока. На запад най-близкият голям град е Верона, разстоянието, до който е около 100 км. Население 8779 жители от преброяването през 2008 г.